# 54ste Oscaruitreiking
De 54ste Oscaruitreiking, waarbij prijzen werden uitgereikt aan de beste prestaties in films uit 1981, vond plaats op 29 maart 1982 in het Dorothy Chandler Pavilion in Los Angeles. De ceremonie werd voor de vierde keer gepresenteerd door Johnny Carson.
De grote winnaars van de avond waren Chariots of Fire, met in totaal zeven nominaties en vier Oscars, waaronder die voor beste film, en Raiders of the Lost Ark met negen nominaties en vijf oscars.

## Winnaars en genomineerden
De winnaars staan bovenaan in vet lettertype.

#### Beste film
- Chariots of Fire
  - Atlantic City
  - On Golden Pond
  - Raiders of the Lost Ark
  - Reds

#### Beste regisseur
- Warren Beatty - Reds
  - Hugh Hudson - Chariots of Fire
  - Louis Malle - Atlantic City
  - Mark Rydell - On Golden Pond
  - Steven Spielberg - Raiders of the Lost Ark

#### Beste mannelijke hoofdrol
- Henry Fonda - On Golden Pond
  - Warren Beatty - Reds
  - Burt Lancaster - Atlantic City
  - Dudley Moore - Arthur
  - Paul Newman - Absence of Malice

#### Beste vrouwelijke hoofdrol
- Katharine Hepburn - On Golden Pond
  - Diane Keaton - Reds
  - Marsha Mason - Only When I Laugh
  - Susan Sarandon - Atlantic City
  - Meryl Streep - The French Lieutenant's Woman

#### Beste mannelijke bijrol
- John Gielgud - Arthur
  - James Coco - Only When I Laugh
  - Ian Holm - Chariots of Fire
  - Jack Nicholson - Reds
  - Howard E. Rollins jr. - Ragtime

#### Beste vrouwelijke bijrol
- Maureen Stapleton - Reds
  - Melinda Dillon - Absence of Malice
  - Jane Fonda - On Golden Pond
  - Joan Hackett - Only When I Laugh
  - Elizabeth McGovern - Ragtime

#### Beste originele scenario
- Chariots of Fire - Colin Welland
  - Absence of Malice - Kurt Luedtke
  - Arthur - Steve Gordon
  - Atlantic City - John Guare
  - Reds - Warren Beatty en Trevor Griffiths

#### Beste bewerkte scenario
- On Golden Pond - Ernest Thompson
  - The French Lieutenant's Woman - Harold Pinter
  - Pennies from Heaven - Dennis Potter
  - Prince of the City - Jay Presson Allen en Sidney Lumet
  - Ragtime - Michael Weller

#### Beste niet-Engelstalige film
- Mephisto - Hongarije
  - The Boat Is Full - Zwitserland
  - Man of Iron - Polen
  - Muddy River - Japan
  - Three Brothers - Italië

#### Beste documentaire
- Genocide - Arnold Schwartzman en Marvin Hier
  - Against Wind and Tide: A Cuban Odyssey - Suzanne Bauman, Paul Neshamkin en Jim Burroughs
  - Brooklyn Bridge - Ken Burns
  - Eight Minutes to Midnight: A Portrait of Dr. Helen Caldicott - Mary Benjamin, Susanne Simpson en Boyd Estus
  - El Salvador: Another Vietnam - Glenn Silber en Tete Vasconcellos

#### Beste camerawerk
- Reds - Vittorio Storaro
  - Excalibur - Alex Thomson
  - On Golden Pond - Billy Williams
  - Ragtime - Miroslav Ondricek
  - Raiders of the Lost Ark - Douglas Slocombe

#### Beste montage
- Raiders of the Lost Ark - Michael Kahn
  - Chariots of Fire - Terry Rawlings
  - The French Lieutenant's Woman - John Bloom
  - On Golden Pond - Robert L. Wolfe
  - Reds - Dede Allen en Craig McKay

#### Beste artdirection
- Raiders of the Lost Ark - Norman Reynolds, Leslie Dilley en Michael Ford
  - The French Lieutenant's Woman - Assheton Gorton en Ann Mollo
  - Heaven's Gate - Tambi Larsen en Jim Berkey
  - Ragtime - John Graysmark, Patrizia Von Brandenstein, Anthony Reading, George de Titta sr., George de Titta jr. en Peter Howitt
  - Reds - Richard Sylbert en Michael Seirton

#### Beste originele muziek
- Chariots of Fire - Vangelis
  - Dragonslayer - Alex North
  - On Golden Pond - Dave Grusin
  - Ragtime - Randy Newman
  - Raiders of the Lost Ark - John Williams

#### Beste originele nummer
- "Arthur's Theme (Best That You Can Do)" uit Arthur - Muziek en tekst: Burt Bacharach, Carole Bayer Sager, Christopher Cross en Peter Allen
  - "Endless Love" uit Endless Love - Muziek en tekst: Lionel Richie
  - "The First Time It Happens" uit The Great Muppet Caper - Muziek en tekst: Joe Raposo
  - "For Your Eyes Only" uit For Your Eyes Only - Muziek: Bill Conti, tekst: Mick Leeson
  - "One More Hour" uit Ragtime - Muziek en tekst: Randy Newman

#### Beste geluid
- Raiders of the Lost Ark - Bill Varney, Steve Maslow, Gregg Landaker en Roy Charman
  - On Golden Pond - Richard Portman en David Ronne
  - Outland - John K. Wilkinson, Robert W. Glass jr., Robert M. Thirlwell en Robin Gregory
  - Pennies from Heaven - Michael J. Kohut, Jay M. Harding, Richard Tyler en Al Overton
  - Reds - Dick Vorisek, Tom Fleischman en Simon Kaye

#### Beste geluidseffectbewerking
- Raiders of the Lost Ark - Ben Burtt en Richard L. Anderson[2]

#### Beste visuele effecten
- Raiders of the Lost Ark - Richard Edlund, Kit West, Bruce Nicholson en Joe Johnston
  - Dragonslayer - Dennis Muren, Phil Tippett, Ken Ralston en Brian Johnson

#### Beste kostuumontwerp
- Chariots of Fire - Milena Canonero
  - The French Lieutenant's Woman - Tom Rand
  - Pennies from Heaven - Bob Mackie
  - Ragtime - Anna Hill Johnstone
  - Reds - Shirley Russell

#### Beste grime
- An American Werewolf in London - Rick Baker
  - Heartbeeps - Stan Winston

#### Beste korte film
- Violet - Paul Kemp en Shelley Levinson
  - Couples and Robbers - Christine Oestreicher
  - First Winter - John N. Smith

#### Beste korte animatiefilm
- Crac - Frédéric Back
  - The Creation - Will Vinton
  - The Tender Tale of Cinderella Penguin - Janet Perlman

#### Beste korte documentaire
- Close Harmony - Nigel Noble
  - Americas in Transition - Obie Benz
  - Journey for Survival - Dick Young
  - See What I Say - Linda Chapman, Pam LeBlanc en Freddi Stevens
  - Urge to Build - Roland Hallé en John Hoover

#### Irving G. Thalberg Memorial Award
- Albert R. Broccoli

#### Jean Hersholt Humanitarian Award
- Danny Kaye

#### Ere-award
- Barbara Stanwyck, voor voortreffelijke creativiteit en unieke bijdragen aan de kunst van het acteren op het witte doek.[3]

## Films met meerdere nominaties
De volgende films ontvingen meerdere nominaties:
| Nominaties | Film                          | Awards |
| ---------- | ----------------------------- | ------ |
| 12         | Reds                          | 3      |
| 10         | On Golden Pond                | 3      |
| 9          | Raiders of the Lost Ark       | 5      |
| 8          | Ragtime                       |        |
| 7          | Chariots of Fire              | 4      |
| 5          | Atlantic City                 |        |
| 5          | The French Lieutenant's Woman |        |
| 4          | Arthur                        | 2      |
| 3          | Absence of Malice             |        |
| 3          | Only When I Laugh             |        |
| 3          | Pennies from Heaven           |        |
| 2          | Dragonslayer                  |        |